# Myrioblephara macariata
Myrioblephara macariata là một loài bướm đêm trong họ Geometridae.